# Yaşar Yakış
Yaşar Yakış, né le 1er août 1938 à Akçakoca (province de Düzce) et mort le 26 juin 2024 à Ankara, est un homme politique turc.

## Biographie
Diplômé de département des relations internationales de l'Université d'Ankara. Il commence à travailler au ministère des affaires étrangères. Il travaille au consulat à Anvers, aux ambassades à Lagos, à Rome, à Damas et au représentation permanente auprès de l'OTAN. Ambassadeur en Arabie saoudite (1988-1992), en Égypte (1995-1998) et représentants permanents auprès de l'Office des Nations unies à Vienne (1998-2000). Sous-secrétaire d'État du ministère des affaires étrangères chargé des affaires économiques (1992-1995), conseiller au ministère des affaires étrangères (2000-2001), il est admis à faire valoir ses droits à la retraite, sur demande en 2001. En 2001 il cofonde le parti de la justice et du développement (AKP). Député de Düzce (2002-2011), ministre des affaires étrangères au gouvernement Gül (2002-2003) et président de la commission d'harmonisation avec l'Union européenne dans la Grande Assemblée nationale de Turquie (2003-2011). Il est exclu de AKP en 2016.